# ましましゅろん
ましましゅろん（1月23日生まれ）は、日本の女性歌手、TikToker。神奈川県出身。所属芸能事務所はサムライ・エンタテインメント。血液型はA型。愛称は「まし」。

## 概要
2019年8月1日に渋谷ストリームホールにてお披露目。「Kawaii」音楽を世界に発信する。2019年11月5日に発売された1stシングル『The愛!』で、デイリーランキングにて第8位を記録。2020年12月25日にはコロムビア全国流通盤にて2ndシングル『クリスマスが終わっちゃう』を発売。

## 略歴
2019年
- 8月1日 初ライブを東京・渋谷にあるストリームホールにて開催。
- 8月12日 東京・渋谷にあるStudio Freedomにて初の主催ライブを開催。
- 8月13日 zepp nagoyaでのアイドルイベント東海アイドル万博2019に出演。
- 11月5日 ドラマ『不倫食堂シーズン2』の主題歌である1stシングル『The愛!』発売。

2020年
- 12月25日 2ndシングル『クリスマスが終わっちゃう[2]』を発売。

2021年
- 12月17日 東京神田明神ホールにて初の単独ワンサートを開催。チケット完売。同日、アイドルのいる生活もかとの、双子ユニット＃コロッケそば結成を発表。

2022年
- 8月6日 東京タワースタジオにて3周年記念ワンサートを開催。

## 作品

### シングル
1st Single
| タイトル | 発売日        | オリコン                              | 順位(オリコン) | 備考                                 | 規格品番                                           |
| -------- | ------------- | ------------------------------------- | -------------- | ------------------------------------ | -------------------------------------------------- |
| The愛!   | 2019年11月5日 | デイリー8位（オリコン）初の全国流通盤 | 8位            | FODドラマ「不倫食堂」シーズン2主題歌 | FBAC-94 [Type A] FBAC-95 [Type B] FBAC-96 [豪華盤] |

2nd Single
| タイトル                 | 発売日         | オリコン | 順位(オリコン) | 備考         | 規格品番   |
| ------------------------ | -------------- | -------- | -------------- | ------------ | ---------- |
| クリスマスが終わっちゃう | 2020年12月25日 |          |                | 数量限定生産 | QARF-60053 |